# (114828) Ricoromita
(114828) Ricoromita est un astéroïde de la ceinture principale.

## Description
(114828) Ricoromita est un astéroïde de la ceinture principale. Il fut découvert le 30 juillet 2003 à Campo Imperatore par le projet CINEOS. Il présente une orbite caractérisée par un demi-grand axe de 2,48 UA, une excentricité de 0,17 et une inclinaison de 4,6° par rapport à l'écliptique.

## Compléments